# Rick LaFerriere
Richard Jacques LaFerriere (Hawkesbury, Ontario, 1961. január 3. –) kanadai profi jégkorongozó kapus.

## Pályafutása
Komolyabb junior karrierjét az Ontario Hockey League-es Peterborough Petesben kezdte 1978–1979-ben. Az 1979-es Memorial-kupában győztek, de ő csak tartalék kapus volt, így egymérkőzésen sem játszott. Ebben a csapatban 1981-ig játszott. Az 1980-as Memorial-kupát elvesztették. Részt vett az 1980-as U20-as jégkorong-világbajnokságon. Az 1980-as NHL-drafton a Colorado Rockies választotta ki a negyedik kör 64. helyén. A draft után még egy szezont játszott az OHL-ben a Brantford Alexandersben valamint a következő szezon rájátszásában is. Felnőtt pályafutását 1981–1982-ben kezdte meg a CHL-es Fort Worth Texansban. Ebben a szezonban 1982. február 23-án felhívta őt a Colorado Rockies egyetlenegy mérkőzésre a National Hockey League-be, amin végül 20 percet játszott. 1982 és 1984 között az IHL-es Muskegon Mohawksban védte a kaput. Az 1983–1984-es szezon közben átkerült a CHL-es Tulsa Oilersbe és két mérkőzést játszott az alapszakaszban valamint egyet a rájátszásban, ami után visszavonult, de mint Adams-kupa győztes.

## Sikerei, díjai
- Memorial-kupa: 1979
- OHL Második All-Star Csapat: 1980
- Dave Pinkney-trófea: 1980
- A Memorial-kupa All-Star Csapatának a tagja: 1980
- Hap Emms-emlékkupa: 1980
- Adams-kupa: 1984